# 原始軟骨硬鱗魚屬
原始軟骨硬鱗魚屬為鱘形目中已知最原始的成員，生活於晚二疊世的中國，化石於中國甘肅的馬鬃山鎮附近，方山口組（Fangshankou Formation）地層中被發現。
其屬名的意思是「比軟骨硬鱗魚還要原始（希臘文的 eos / ）」，這是因為在原始軟骨硬鱗魚被發現前，學界一向認為最早的鱘形目魚類是生存於侏羅紀早期的軟骨硬鱗魚屬（Chondrosteus），而且原始軟骨硬鱗魚的許多特徵都與軟骨硬鱗魚相似，故而得名。這種魚全長 10 至 20 公分，在鱘形魚類中屬於小型。齒骨細長，可能有尖銳的牙齒。軀幹沒有鱗片。背鰭位於腹鰭和臀鰭之間。